# Drogheda
Drogheda (en anglais : /ˈdɹɒhədə/ ou /ˈdrɔːdə/ ; en irlandais : Droichead Átha /ˈd̪ˠɾˠɛçəd̪ˠ aːhə/ litt. « le Pont du gué ») est une ville portuaire et industrielle du comté de Louth, sur la côte est de l'Irlande, à 56 km au nord de Dublin. La population est composée surtout de banlieusards travaillant à Dublin. En 2006, la population atteignait 28 894 habitants.
Ces dernières années, Drogheda a effacé son image industrielle, un nombre significatif de gens sont employés dans le détail. Les secteurs technologiques et des services ont cherché dans l'économie locale plutôt qu'à Dublin pour l'embauche.

## Histoire
La ville est située à proximité du site de Newgrange, un monticule funéraire construit aux environs de 3200 av. J.-C.. Un poste de commerce et un camp appelés Inver Colpa existaient sur le site de la ville à l'époque romaine. 
La cité elle-même fut fondée en 911 par les Danois et acquit une charte en tant que ville en 1194. L'abbaye Sainte-Marie d'Urso fut fondée vers 1206 en tant qu'hospice avant de devenir propriété de l'ordre des Frères croisés (en) (Fratres Cruciferi) puis d'être dévolue aux Observantins. On comptait au moins 5 hospices à Drogheda pendant la période médiévale. Y compris les Templiers puis les Hospitaliers qui y possédaient également une maison franque établie vers 1252 à proximité de Sainte-Marie d'Urso,. À une dizaine de km au nord-ouest de Drogheda, les Cisterciens fondèrent l'importante abbaye de Mellifont en 1142. Aujourd'hui restent des frères toujours en activité, et le site des vestiges de l'abbaye.
Le Parlement irlandais déménagea dans la ville en 1494, et appliqua la Poyning's Law un an plus tard. La ville fut assiégée deux fois lors de la guerre confédérée irlandaise (voir siège de Drogheda): une première fois en 1641, puis en 1649 par Oliver Cromwell. Lors de la prise de la ville le 11 septembre 1649, Drogheda fut le théâtre d'un massacre des défenseurs royalistes. Le siège inspira la terreur et marqua une étape de la conquête de l'Irlande par Cromwell. En juillet 1690, la bataille de la Boyne eut lieu près de la ville sur les bords de la rivière Boyne. Elle vit la victoire des orangistes (protestants partisans de Guillaume III d'Orange, époux de la reine d'Angleterre Marie II) sur les jacobites (catholiques partisans du roi Jacques II).
Drogheda fut dotée d'une ligne de chemin de fer vers Dublin en 1844, vers Navan en 1850 et vers Belfast en 1854. Le trafic passager vers Navan s'interrompit en 1958, et la ligne n'est aujourd'hui plus utilisée que pour le fret.
En 1966, la gare de Drogheda fut renommée McBride. Le titre de comte de Drogheda (Earl of Drogheda) fut créé par la pairie d'Irlande en 1661.
Le 1er juin 1923, des inconnus détruisent à l'explosif le célèbre obélisque de 50 mètres de haut qui avait été élevé en 1736 sur la commune.

## Les armes de la ville

Blason de la ville.

L'écusson date du règne de Richard Cœur de Lion, durant lequel Drogheda se vit accorder une charte par Hugues de Lacy en 1194 (de Lacy a donné son nom au pont de Lacy à Drogheda). Un autre élément normand sur l'emblème de la ville est sa pièce centrale, la barbacane nommée la porte de Saint Laurence. Les trois lions qui la flanquent sont aussi tirés de l'emblème de Richard Cœur de Lion. De l'autre côté (à droite), on trouve un bateau qui rappelle le statut de la ville en tant que port d'importance. Le croissant de lune et l'étoile font référence à l'aide de l'Empire Ottoman lors de la Grande Famine survenue en Irlande et l'aide débarqué sur le port de la ville.

## Arts et divertissement
Drogheda a une scène artistique prospère, elle abrite chaque été le festival de samba qui fait converger des groupes de salsa du monde entier pour une semaine de percussions, de parades et de folie colorée. C'est aussi l'emplacement de la compagnie de théâtre Calipo spécialisée dans des productions multimédia, qui a connu un succès considérable en Irlande et à l'étranger. La ville soutient aussi l'un des plus grands théâtres de jeunesse (Droichead Youth Theatre ou DYT) qui s'est produit à Belfast, à Londres, en Italie et en Suède. D'autres théâtres, comme the Little Duke Theatre company dans Duke street, dans le vieux bâtiment Julian Blinds, ajoutent encore à cette scène. Le centre municipal de Stockwell Street agit comme une base pour la plupart de artistes de la ville, sous le nom de Droichead Arts company. Il comprend un espace de galerie et un théâtre.
L'ancien poste de la Garda Síochána (police irlandaise) dans West street est maintenant une annexe de la Droichead Arts company. Le pont originel de Drogheda au-dessus de la Boyne, appelé le pont de la Paix (Bridge of Peace), est bien connu dans la région pour ses graffitis muraux. Sous le pont, il y a deux grands supports qui mesurent environ 8 mètres de haut pour 20 mètres de large. Dans les années 1980, avec la vogue du breakdance, ces supports ont été peints et décorés par des artistes de l'aérosol. Cette activité illégale mécontenta les autorités.
Les plus grands bars de Drogheda accueillent des musiciens. Des rendez-vous notables sont à signaler au Pheasant sur Duleek Street, Solas off dans West Street, McPhails sur Laurence Street, and McHughs sur Cord Road. Pour la musique traditionnelle irlandaise, Carberry's (en irlandais Teach Uí Cairbre), un pub près de North Quay, accueille régulièrement des musiciens amateurs comme professionnels.
Octobre 2006 a vu l'ouverture de la première galerie municipale consacrée à l'art et aux arts visuels, la Highlanes Gallery, qui est sise dans l'ancien monastère franciscain dans St. Laurence Street. La Highlanes Gallery abrite une importante collection d'art datant du XVIIe siècle et aussi des expositions temporaires.

## Drogheda aujourd'hui

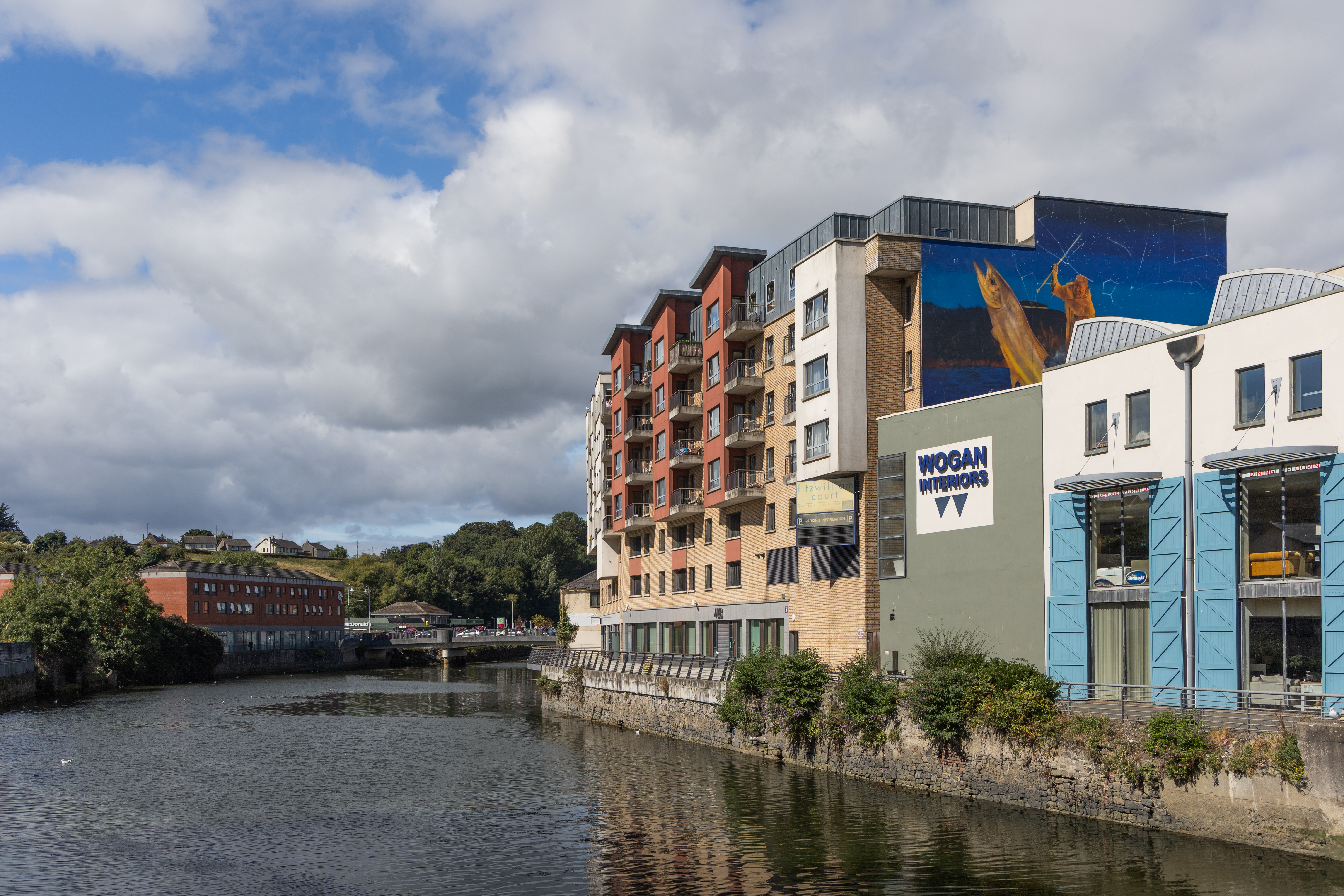
Fitzwilliam Court (2004), au bord de la rivière Boyne.

Avec l'expansion de l'économie irlandaise dans les années 1990, pendant les années du Tigre celtique, Drogheda est devenue l'un des principaux endroits pour acheter une maison pour les gens qui travaillent à Dublin. Les prix des propriétés dans la capitale est bien trop cher pour des gens qui achètent pour la première fois. Avec l'expansion des transports dans le secteur de Drogheda, comme les lignes vers Swords et Balbriggan, et le nombre croissant de trains de banlieue desservant la ville, Drogheda est maintenant un endroit attractif pour les dublinois qui veulent acheter leur première maison et faire la navette jusqu'à leur travail. Le pont de la rivière Boyne a nettement augmenté le profil de la ville en tant que lieu d'installation de centres commerciaux hors de la ville.
Dans la ville, il est actuellement question d'un projet de construction de métro. La rénovation de l'ancienne Grammar School dans Laurence Street pour la transformer en centre commercial est inhabituelle pour l'aspect originel de ce à qui l'on a redonné son aspect architectural de l'époque géorgienne. Ce centre se prolonge jusqu'à Pallace Street, tout le long de Williem Street et dans le bas de Peter Street sur le site de l'ancien Parrochial Hall. Un important parc de stationnement souterrain existe aussi.
Sur la quai Sud, sur le site de l'ancien Lakeland Daries, le centre du Scotch Hall a été fini en novembre 2005. Un nouveau pont piétonnier, venant du quai Nord, arrive de Mayoralty Street jusque dans le complexe.
En décembre 2005, l'équipe de football de la ville, Drogheda United, a gagné la Coupe d'Irlande de football pour la première fois de son histoire en battant l'équipe de la ville de Cork par 2 à 0, à Lansdowne Road. Le samedi 22 avril 2006 Drogheda United a gagné la Setanta Cup à Tolka Park devenant ainsi le champion d'Irlande.

## Économie locale
L'économie locale de Drogheda, comme celle de beaucoup d'autres villes irlandaises, change rapidement. Les vieilles industries basées sur la toile et le textile, les brasseries, la navigation et la manufacture ont maintenant disparu ou sont sur leur déclin.
Il y a encore un grand nombre d'employeurs dans la ville, dont Boyne Valley Foods, Irish Cement (la plus grande cimenterie d'Irlande), Drogheda Concentrates (Coca Cola), International Flavours & Fragrances (IFF) et Becton Dickenson.
Drogheda offre beaucoup d'avantages par rapport aux autres villes :
- proximité de la M1 (autoroute Dublin-Belfast), idéale pour le commerce international ;
- infrastructures routières et ferroviaires ;
- possibilité de services de télécommunication à large échelle ;
- accès-clé aux marchés de Dublin et Belfast ;
- population jeune et qualifiée ;
- services offerts par la plus grande ville d'Irlande avec une excellente sélection de banques, magasins, restaurants, hôtels, sports, conférence et amusement ;
- haute qualité de vie avec accès aux plages et à la campagne.

Les récents ajouts à l'économie locale incluent :
- le parc industriel et technologique IDA : 25 hectares (63 acres) avec accès direct à l'autoroute Dublin/Belfast développé et aménagé en parc pour les besoins de IT & Financial et Internationally Traded Services Sectors ;
- International Fund Services (IFS), principal fournisseur de fonds et de services d'administration à la Hedge Fund industry, doit s'établir globalement à Drogheda, avec la création de 235 emplois ;
- 8 unités de Enterprise Incubation pour la haute technologie sont maintenant présentes dans le complexe Milmount.

## Monuments

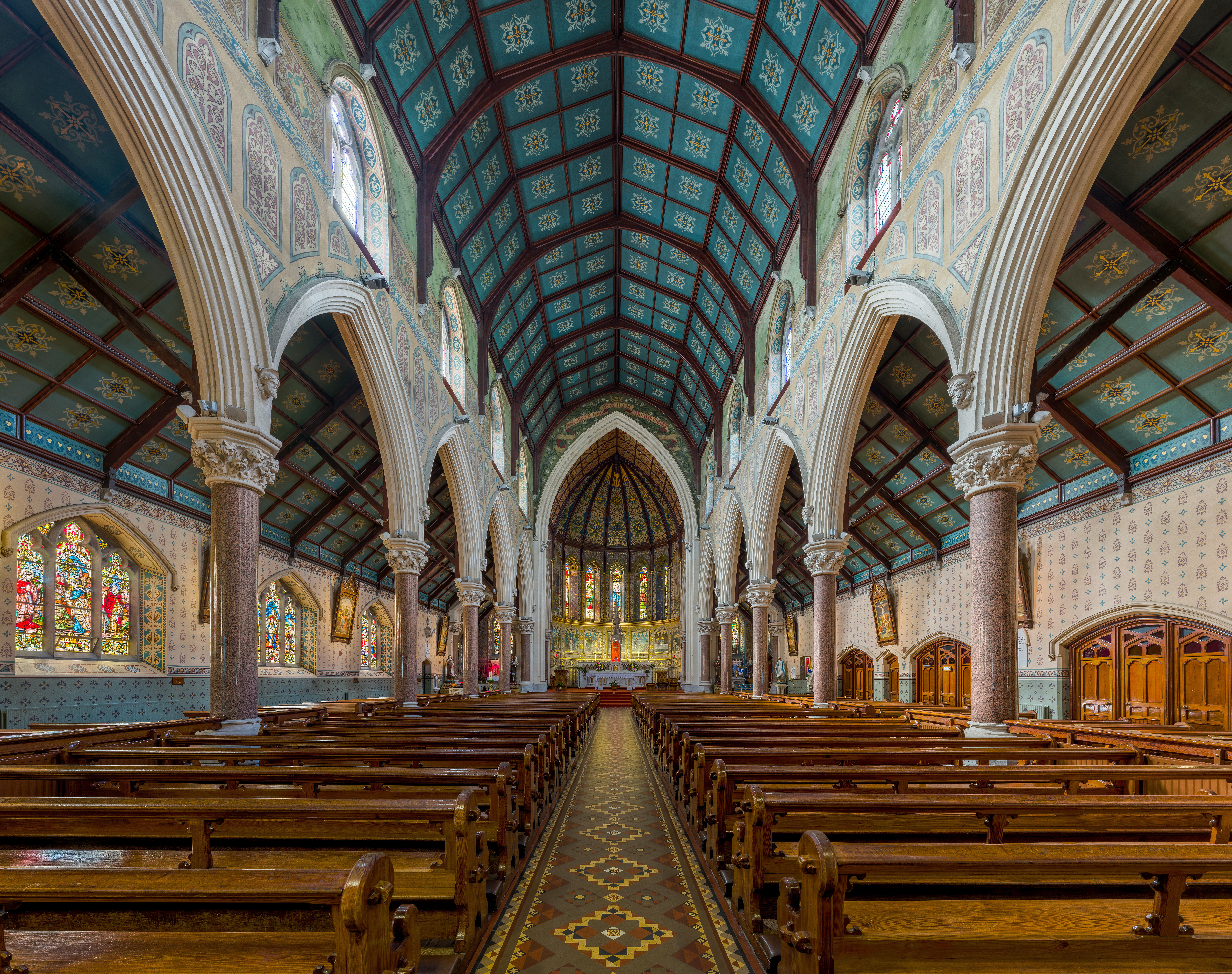
Intérieur de l'église Sainte-Marie.

- Abbaye Sainte-Marie d'Urso (Old Abbey) Fratres Cruciferi (en) puis Observantins[9]. 53° 42′ 55″ N, 6° 21′ 23″ O
- Boyne Viaduct (en). 53° 43′ 00″ N, 6° 20′ 15″ O
- Église Notre-Dame de Lourdes (catholique) et l'hôpital du même nom (en). 53° 43′ 17″ N, 6° 21′ 03″ O.
- Église Sainte-Marie (catholique). 53° 42′ 47″ N, 6° 20′ 51″ O
- Laurence's Gate (en) (barbacane). 53° 42′ 57″ N, 6° 20′ 49″ O
- Millmount Fort (en). 53° 42′ 42″ N, 6° 20′ 58″ O
- Deux églises Saint-Pierre, l’église catholique 53° 42′ 55″ N, 6° 21′ 09″ O et l’église anglicane (en).
- Magdalen Tower (en), ancien couvent Sainte-Marie-Madeleine (Dominicains). 53° 43′ 05″ N, 6° 21′ 03″ O

## Natifs et résidents connus
- Colin O'Donoghue, acteur.
- Nick Colgan, gardien de l'équipe de football irlandaise.
- Erin Corr, peintre et graveur belge originaire de Drogheda.
- Fanny Corr, épouse du sculpteur Guillaume Geefs, peintre bruxelloise originaire de Drogheda.
- James Cullen, mathématicien qui découvrit le nombre de Cullen.
- Ian Harte, joueur de l'équipe de football irlandaise et de Levante Unión Deportiva (Espagne). Neveu de Gary Kelly.
- Gary Kelly, footballeur.
- Michael Scott, architecte du Busáras et du Abbey Theatre.
- Sean Thornton, footballeur.
- T.K. Whitaker, ancien économiste qui écrivit le programme pour l'expansion économique.
- Pierce Brosnan, acteur.
- Shane Horgan, joueur de rugby à XV, équipe nationale d'Irlande et du Leinster.
- Evanna Lynch, actrice notamment reconnue pour son rôle en tant que Luna Lovegood dans la saga des Harry Potter.

## Fiction
- Drogheda est également le nom de la propriété centrale dans le roman Les oiseaux se cachent pour mourir et la série qui en est adaptée.
- Drogheda est le lieu de l'action d'un court-métrage sur un jeune de 15 ans qui rêve d'être père. Diffusé sur ARTE France le 15 janvier 2011.

## Galerie

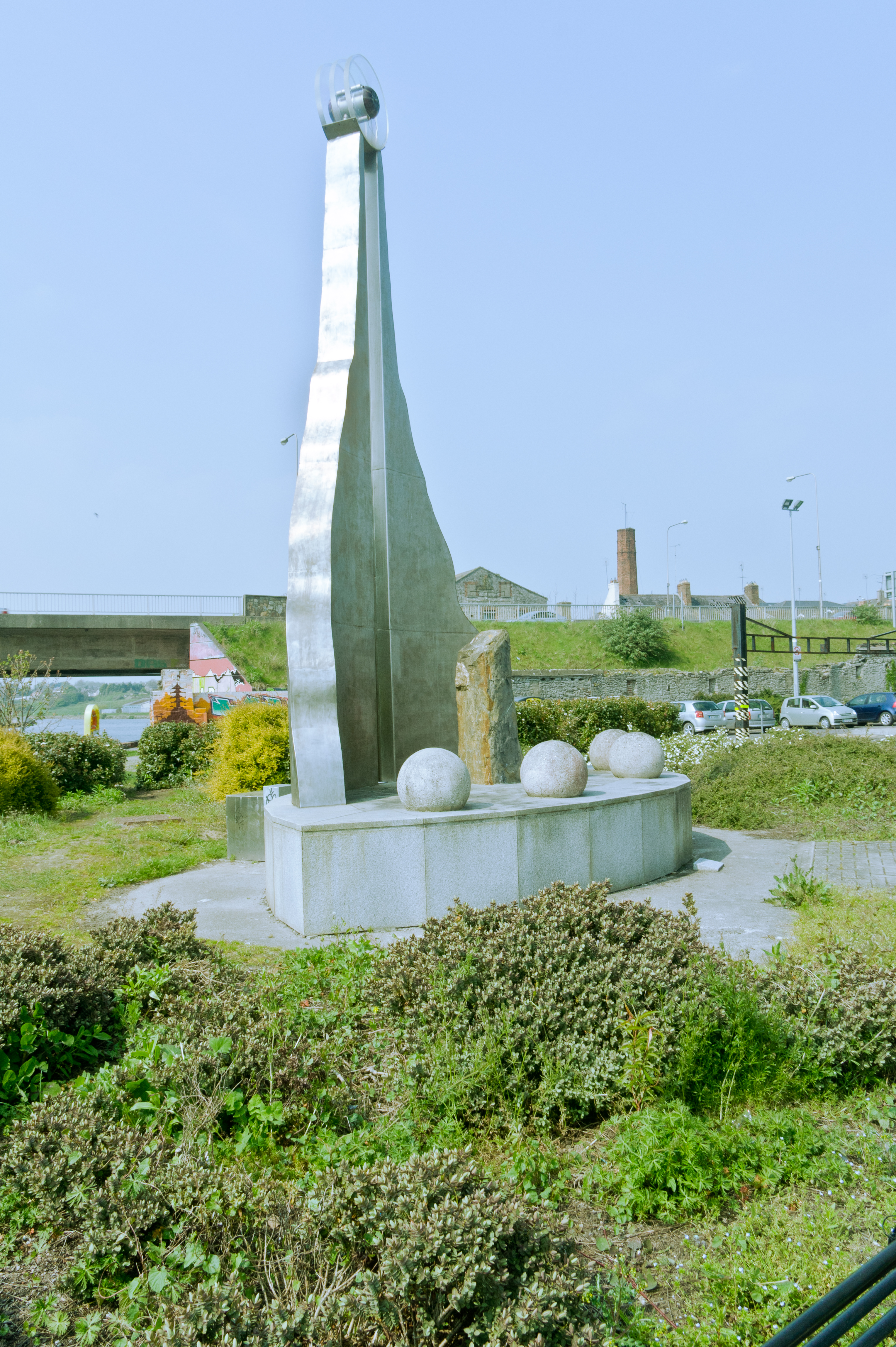
Shafts of light, sculpture de Ronald Halpin, Wellington Quay (1997).
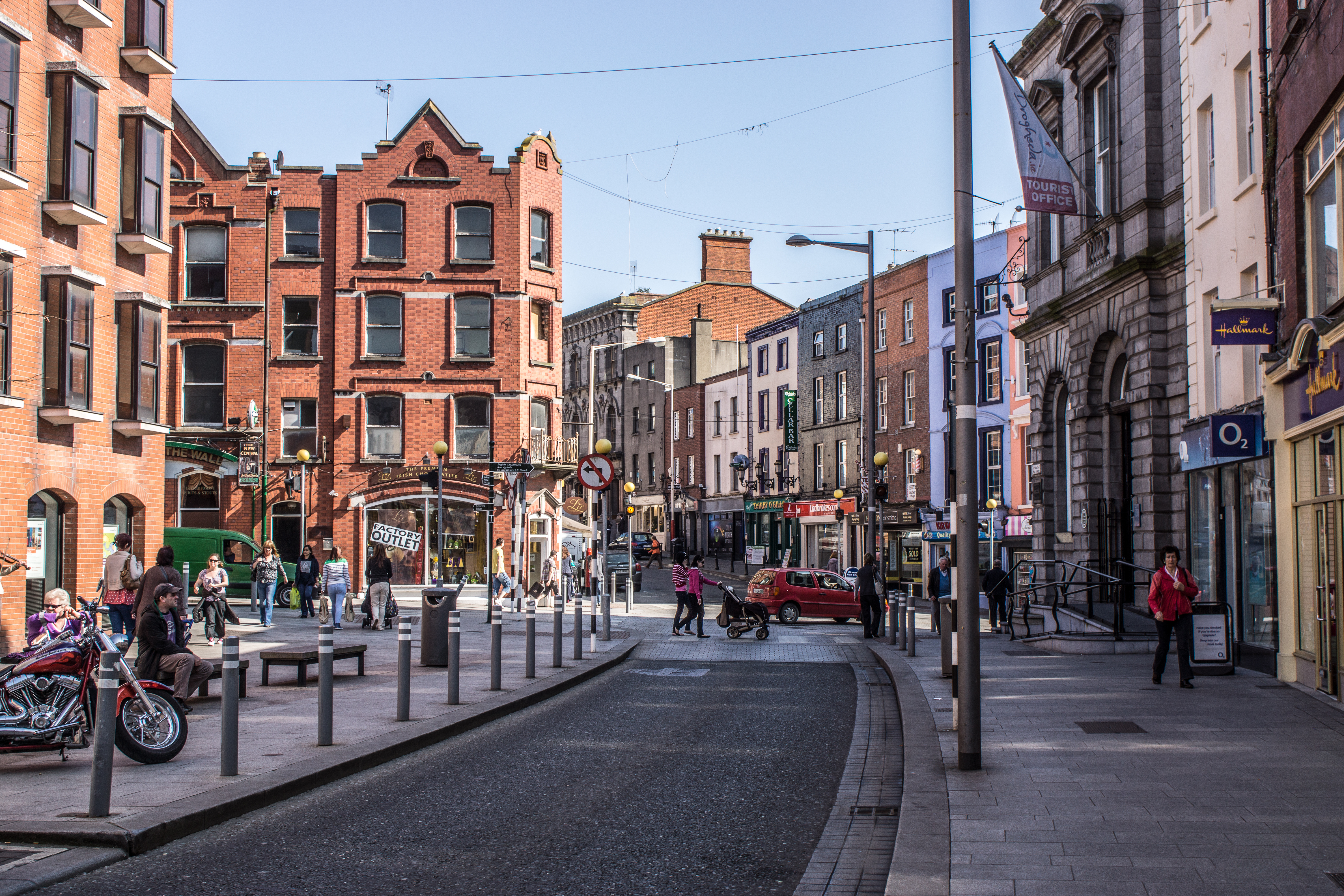
West Street.
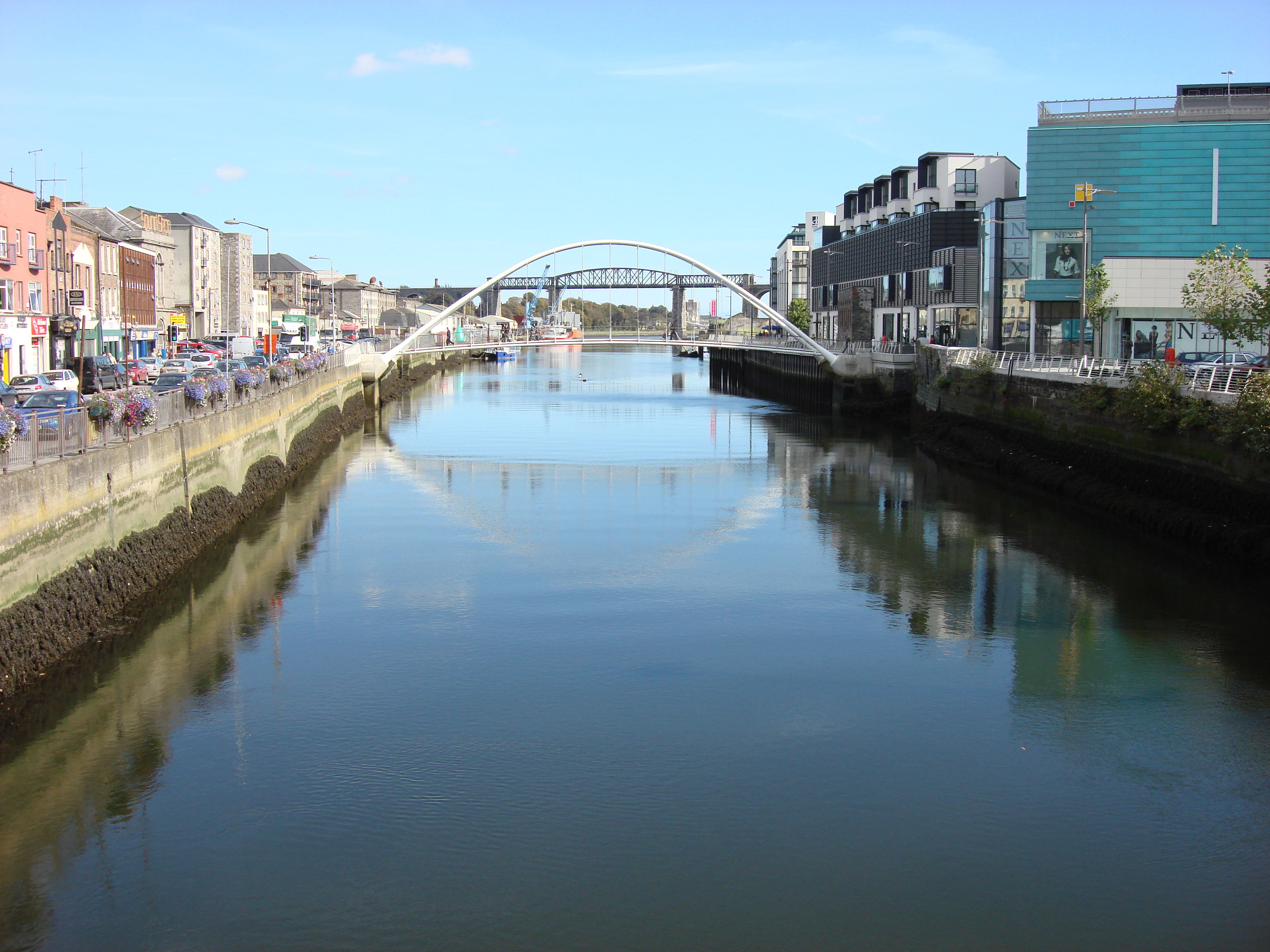
Le pont piétonnier de Lacy, Scotch Hall sur la rive sud de la rivière Boyne.
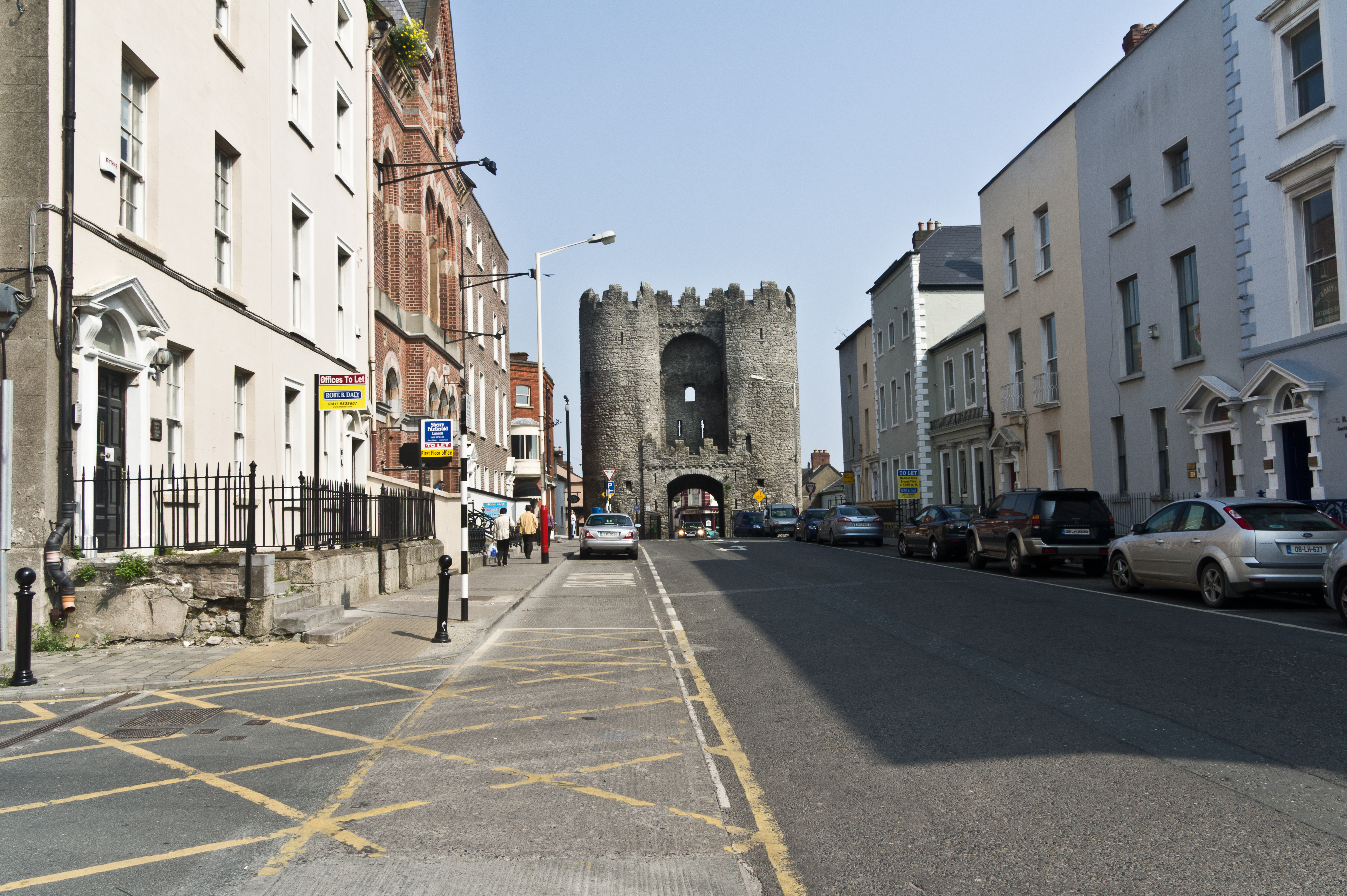
St. Laurence Street et Gate, barbacane du XIIIe siècle.
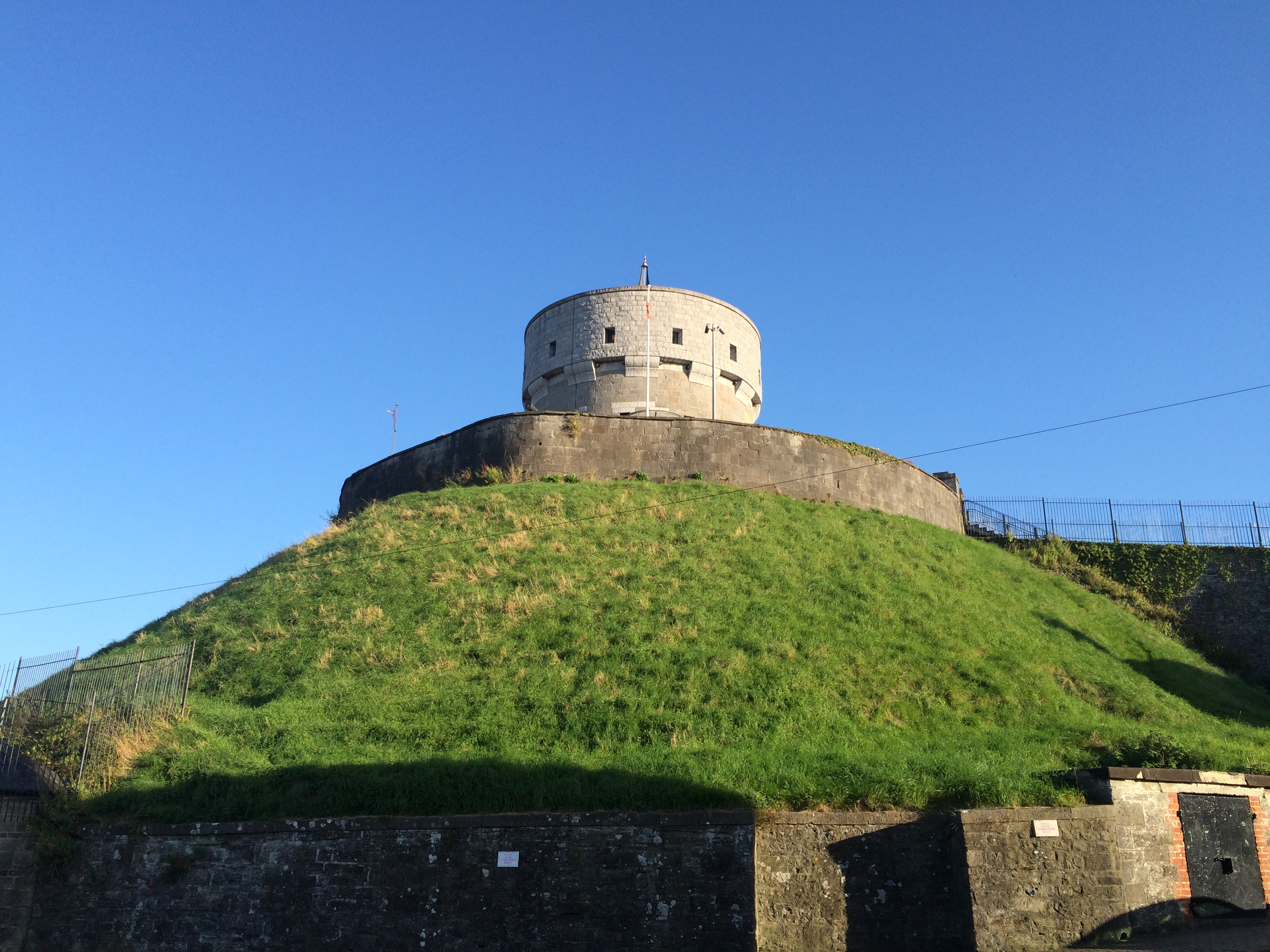
Le fort de Millmount (XIIe siècle).
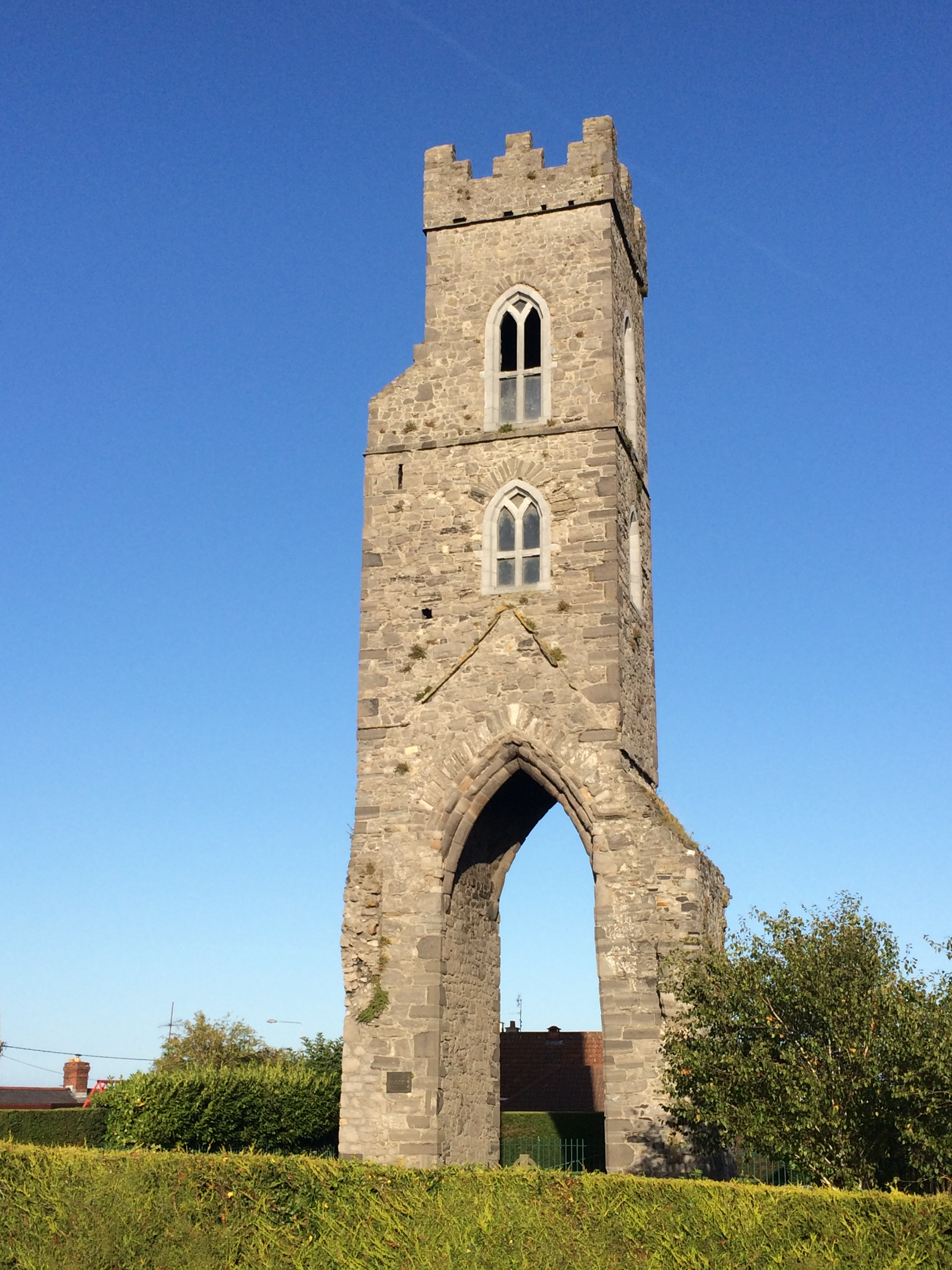
La tour Magdalene (v. 1370), ancien clocher du couvent dominicain Sainte-Marie-Madeleine.